# Poems Of Alice Meynell 1847–1923. Centenary Edition
Poems Of Alice Meynell 1847–1923. Centenary Edition – tom wierszy brytyjskiej poetki Alice Meynell opublikowany w 1947 nakładem londyńskiej oficyny Hollis and Carter z okazji jubileuszu setnej rocznicy urodzin autorki. Edycję przygotował Francis Meynell. Tom otwierają utwory z dojrzałego okresu twórczości autorki, natomiast wcześniejsze wiersze i juwenilia umieszczone są na końcu. W tomie znalazły się między innymi wiersze Renouncement, Singers to Come, The Moon to the Sun, Unlinked, A Song of Derivations, After a Parting, The Shepherdess, I Am the Way, Via, et Veritas, et Vita, Why wilt thou Chide?, The Lady Poverty, Parentage, The Fold i Cradle-Song at Twilight, jak również The Roaring Frost, At Night, The Modern Mother, West Wind in Winter, November Blue, Chimes, Unto Us a Son is Given i A Dead Harvest.